# Taling (köpinghuvudort i Kina, Liaoning Sheng, lat 40,05, long 123,11)
Taling är en köpinghuvudort i Kina. Den ligger i provinsen Liaoning, i den nordöstra delen av landet, omkring 200 kilometer söder om provinshuvudstaden Shenyang. Antalet invånare är 19 800. Befolkningen består av 9 690 kvinnor och 10 110 män. Barn under 15 år utgör 11,0 %, vuxna 15-64 år 75 %, och äldre över 65 år 13,0 %.
Runt Taling är det ganska tätbefolkat, med 166 invånare per kvadratkilometer. Närmaste större samhälle är Xindian, 6,2 km norr om Taling. Trakten runt Taling består till största delen av jordbruksmark.
Genomsnittlig årsnederbörd är 1 190 millimeter. Den regnigaste månaden är juli, med i genomsnitt 387 mm nederbörd, och den torraste är januari, med 8 mm nederbörd.